# Никола Чилев
Никола Савев Чилев е деец на Българската комунистическа партия.

## Биография
Никола Чилев е роден в 1895 година в Мехомия, тогава в Османската империя. В 1919 година влиза в БКП. В 1923 година участва в Септемврийското въстание. От 1931 до 1933 година е член на Околийския комитет на БКП в Разлог. В 1933 година е арестуван и лежи в затвора до 1940 година. След освобождението си отново става член на Околийския комитет до 1942 година, когато отново е арестуван. Освободен е в 1944 година.